# Megan Henry
Megan Henry (Norwalk, 17 juni 1987) is een Amerikaans skeletonster.

## Carrière
Henry deed aan atletiek op High School maar ging skeleton doen in 2011 nadat ze afgestudeerd was. Ze speelde in college hockey samen met Savannah Graybill aan de American University. Ze maakte haar wereldbekerdebuut in het seizoen 2019/20 waar ze 8e eindigde in de algemene stand. Ze nam in 2015 deel aan het wereldkampioenschap en werd 21e individueel en 7e in de landenwedstrijd. In 2019 nam ze opnieuw deel en werd 18e individueel, het jaar erop werd ze opnieuw 18e. Haar beste resultaat in een wereldbekerwedstrijd was een derde plaats.
Sinds 2009 is ze in dienst van het Amerikaanse leger waar ze een rang heeft van kapitein.

## Resultaten

### Wereldkampioenschappen
| Jaar | Plaats     | Resultaat                           |
| ---- | ---------- | ----------------------------------- |
| 2015 | Winterberg | 21e Individueel 7e Landencompetitie |
| 2019 | Whistler   | 18e Individueel                     |
| 2020 | Altenberg  | 18e Individueel                     |

### Wereldbeker
| Eindklasseringen \| Seizoen \| Rang \| \| --------- \| ---- \| \| 2019/2020 \| 8e \| \| 2020/2021 \| / \| \| 2021/2022 \| 15e \| |      |
| Seizoen | Rang |
| 2019/2020 | 8e   |
| 2020/2021 | /    |
| 2021/2022 | 15e  |